# Annus Mirabilis
Pour les articles homonymes, voir Annus mirabilis (homonymie).
Annus Mirabilis est un poème écrit par l'auteur anglais John Dryden et publié en 1667.
Le texte a pour objet de commémorer la période 1665-1666, qui aurait été selon le poète une « année des miracles » (year of miracles) à Londres. En réalité, cette époque cumula les événements dramatiques. Dryden rédigea le poème tandis qu'il résidait à Charlton, dans le Wiltshire, où il s'était réfugié pour échapper à l'épidémie de peste sévissant dans la capitale.
Le poème est structuré en quatrains. Le premier événement qualifié de miraculeux est la bataille de Lowestoft, une victoire navale anglaise contre les Provinces-Unies remportée en 1665. Le second est la bataille des Quatre Jours de juin 1666 et la victoire finale à la suite de la bataille du jour de la Saint Jean, un mois plus tard. La partie suivante du poème traite du grand incendie de Londres qui ravagea la capitale du 2 au 7 septembre 1666. Le miracle tient ici à ce que Londres fut finalement sauvée et le feu contenu, et surtout à ce que la tragédie donna au roi Charles II l'ambition de reconstruire la ville avec intelligence. L'opinion de Dryden était que les deux désastres de la peste et de l'incendie avaient été contrés, que Dieu avait choisi de sauver l'Angleterre de la destruction et que cela tenait du miracle.
L'intérêt primordial du poème réside aujourd'hui dans sa description du Grand incendie. Le titre du poème est parfois utilisé à d'autres occasions, pour qualifier une année remplie d'événements particulièrement notables.
Lorsque la reine Élisabeth II déclara après l'incendie du château de Windsor que l'année 1992 était son annus horribilis, elle fit ainsi une allusion humoristique au poème de Dryden.